# 埃莉诺·埃蒙斯·麦考比
埃莉诺·埃蒙斯·麦考比（Eleanor Emmons Maccoby，1917年5月15日—2018年12月11日），美国心理学家，因其在性别研究和发展心理学领域的研究和学术贡献而闻名。在她的职业生涯中，她从儿童的视角研究了性别差异、社会性别发展、社会性别分化、亲子关系、儿童发展，以及社会发展。
麦考比在密歇根大学为伯尔赫斯·弗雷德里克·斯金纳工作时获得了文学硕士（M.A）和博士（Ph.D）学位。她还在斯金纳的哈佛实验室完成了她的专题论文研究。之后麦考比在史丹佛大學继续她的心理学生涯，在那里她担任心理学系的教授、成员和主席，并组织了各种各样的研究。她的研究成果多次发表于各种出版物，其中最著名的是她的书《性别差异的发展》(1966)。麦考比的研究获得了无数的奖项；而最特殊的是2000年她被授予了第一个以她名字命名的奖项——麦考比奖（The Maccoby Award）。美国心理协会将麦考比评为20世纪最杰出的100名心理学家中的第70名。

## 荣誉
毫不奇怪，麦考比对儿童心理学的贡献得到了认可，并获得了多个奖项。她被选为西方心理学协会（Western Psychological Association）和美国心理学协会发展心理学（Developmental Psychology）部门的主席。1982年，埃莉诺获得了斯坦利·霍尔奖（G. Stanley Hall award）；1996年获得了美国心理学基金会终身成就奖。2018年12月11日，101岁高龄的埃莉诺·埃蒙斯·麦考比博士因肺炎去世。由于她发表的无数论文、研究和发现，她对儿童心理学和发展心理学的一直影响至今。另外，她也曾于1971年至1972年，被选为美国心理学协会第七分会主席。另自1973年到1976年间，她成为了第一位担任斯坦福大学心理学系主席的女性。